# Florian Cynk

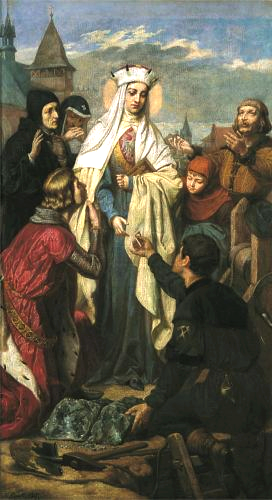
Florian Cynk: Św. Kinga

Florian Stanisław Cynk (ur. 3 maja 1838 w Krakowie, zm. 10 października 1912 tamże) – malarz polski, profesor rysunku w Szkole Sztuk Pięknych w Krakowie.

## Życiorys
Studiował w Szkole Sztuk Pięknych w Krakowie u Wojciecha Stattlera i Władysława Łuszczkiewicza. Studia kontynuował na Akademiach w Dreźnie (1862-1863) i Monachium (1863-1867: w połowie lutego 1863 r. zgłosił się do Techn. Malklasse - immatrykulacja 17 II 1863 r.). W roku 1877 został powołany na profesora rysunku w krakowskiej Szkole Sztuk Pięknych. Pozostawał pod wpływem Jana Matejki, wykonywał rysunki przedstawiające jego obrazy, które służyły potem do wykonania drzeworytniczych ilustracji publikowanych w „Tygodniku Illustrowanym” i „Kłosach”. Pomagał też w wykreślaniu widoków perspektywicznych na największych obrazach Matejki.
Malował obrazy historyczne i religijne oraz portrety. W roku 1888 namalował obraz ołtarzowy Matki Bożej Królowej Korony Polskiej w kościele w Stryju, w Wiśniczu Starym wraz z Janem Matejką namalował obrazy przedstawiające świętych Kingę i Wojciecha.
W roku 1886 został dyrektorem Towarzystwa Przyjaciół Sztuk Pięknych w Krakowie.
Pochowany został na cmentarzu Rakowickim w Krakowie, w grobowcu rodzinnym, w kwaterze XIVa.
Do uczniów Floriana Cynka należeli m. in. Stanisław Wyspiański, Piotr Stachiewicz, Jan Wojnarski, Ludwik Stasiak, Artur Markowicz, Wojciech Weiss, Ludwik Misky, Józef Rapacki, Stefan Filipkiewicz, Władysław Benda i Zefiryn Ćwikliński.

## Wybrane prace
- Chrystus całujący krzyż (własność Muzeum Narodowego w Krakowie, zakupiony 1898)[4]
- Miecznik i Marya